# Вебербауэр, Аугусто
Аугусто Вебербауэр (исп. Augusto Weberbauer; нем. August Weberbauer; 20 ноября 1871 года, Бреслау ― 1948 год, Лима) ― немецкий натуралист, ботаник и педагог. Проводил систематическое исследование территории Перу в поисках новых видов растений. 

## Биография
Получил степень доктора ботаники в Университете Бреслау в 1894 году, после чего продолжил изучение естественных наук в университетах Гейдельберга и Берлина. Преподавал в университете Бреслау. В 1901 году по заданию Прусской академии наук в Берлине был послан в Перу для проведения ботанических исследований. В 1905 году доставил обратно в Германию около 5200 видов морских водорослей, которые он собрал в Перу. Правительство Перу заинтересовалось успехами немецкого ботаника и в 1908 года наняло его для того, чтобы тот занялся программой развития национального зоопарка. С того года он постоянно проживал в Перу. Был удостоен учёной степени доктора наук в Национальном университете Сан-Маркос в 1922 году. Преподавал там же, был профессором фармацевтической химии (1923–1948) и систематической ботаники (1925–1948), а также руководил семинаром по ботанике (1935–1948).
Умер в 1948 году.
Дикий вид картофеля S. neoweberbaueri, который был обнаружен Вебербауэром на территории мыса Морро Солар к югу от Лимы, в 1914 году был назван Людвигом Виттмаком в честь своего открывателя.
Также преподавал в Немецкой школе имени Александра фон Гумбольдта в Лиме.